# Saint-Martin-Laguépie
Saint-Martin-Laguépie è un comune francese di 401 abitanti situato nel dipartimento del Tarn nella regione dell'Occitania.

## Società

### Evoluzione demografica
Abitanti censiti